# Cassida brooksi
Cassida brooksi es un coleóptero de la familia Chrysomelidae.
Fue descrita científicamente en 1991 por Borowiec.